# Красний Яр (Тунгокоченський район)
Кра́сний Яр (рос. Красный Яр) — село у складі Тунгокоченського району Забайкальського краю, Росія. Розташоване в межах міжселенної території Тунгокоченського району.

## Населення
Населення — 78 осіб (2010; 110 у 2002).
Національний склад (станом на 2002 рік):
- росіяни —84 %